# 피부전도도
피부전도도(EDA,Electrodermal activity)는 피부의 전기적 특성을 지속적으로 변화시키는 인체의 특성이다. 역사적으로, EDA는 갈바니 피부 반응(GSR,galvanic skin response), 전극 반응(EDR,electrodermal response), 정신 갈바니 반사(PGR,psychogalvanic reflex), 피부 전도도 응답(SCR,skin conductance response), 교감 피부 반응(SSR,sympathetic skin response) 및 피부 전도도(SCL,skin conductance level )로도 알려져 있다. 다양한 분야에 의한 피부의 능동적 및 수동적 전기적 특성에 대한 오랜 연구의 역사로 인해 다양한 이름이 생겨 현재는 피부전도도(EDA)으로 표준화되었다.

## 같이 보기
- 거짓말 탐지기